# Michele Muratori
Michele Muratori (n. San Marino, 13 de diciembre de 1983) es un político y profesor sanmarinense. 
Desde el día 1 de abril de 2019 hasta el 1 de octubre de 2019 fue Capitán Regente de la República de San Marino, junto con Nicola Selva.
Se desempeña como miembro del Consejo Grande y General de San Marino. Muratori se graduó en Ciencias Políticas y Sociales en la Universidad de Bolonia y es líder del partido político Izquierda Democrática Socialista. De profesión es empleado público.